# Kirsten Nilsson
Kirsten Nilsson nata Karl Erick Böttcher (Voigtsdorf, 25 marzo 1931 – Monaco di Baviera, 12 luglio 2017) è stata un'attrice teatrale tedesca tra le prime persone a sottoporsi all' operazione di riassegnazione del sesso in Germania.

## Biografia
Dopo la fuga con la famiglia nel 1945 da Küstrin verso l'Alta Baviera, imparò il mestiere di parrucchiera a Rosenheim e di sarta di costumi a Monaco di Baviera, e studiò recitazione e danza. 
Lavorò presso circhi in Svizzera e in Inghilterra, prima di iniziare, alla fine degli anni '50, ad esibirsi come Travestito. 
Kirsten inizialmente si identificava come omosessuale, ma già nel 1952, grazie all’attenzione mediatica attorno all’americana Christine Jorgensen, riconobbe la propria transessualità. 
Nel 1964 si sottopose, come una delle prime persone in Germania, a un intervento di riassegnazione del sesso, all’epoca ancora illegale in patria a Casablanca in Marocco, per apparire anche esteriormente più femminile. 
Nel 1966 ottenne a Berlino-Schöneberg il cambio ufficiale del nome in Kirsten e fu riconosciuta ufficialmente come donna. Kirsten lavorò sui palcoscenici dei club erotici di St. Pauli ad Amburgo, tra gli altri anche al Salambo. Le sue esibizioni furono raccontate da Johannes Mario Simmel nel suo romanzo Der Stoff, aus dem die Träume sind.
Negli anni ’70, Kirsten Nilsson arrivò a diventare proprietaria di diversi locali di spogliarello nella provincia della Germania settentrionale. 
Si sposò due volte e raggiunse la notorietà come sex star, arrivando perfino sulle pagine della Bild-Zeitung. 
Lavorò come sex worker autonoma in Svizzera, fino a quando, nel 1979, una perforazione gastrica pose fine alla sua carriera. Dopo una riqualificazione come assistente geriatrica e il prepensionamento, si impegnò in conferenze con Viva TS e.V. e Trans Hilfe München. 
Fino a poco prima della sua morte fu attiva come portavoce nella casa di riposo in cui viveva.